# Lithurgus ogasawarensis
Lithurgus ogasawarensis är en biart som beskrevs av Keizo Yasumatsu 1955. Lithurgus ogasawarensis ingår i släktet Lithurgus och familjen buksamlarbin. Inga underarter finns listade i Catalogue of Life.